# Georg Mattes

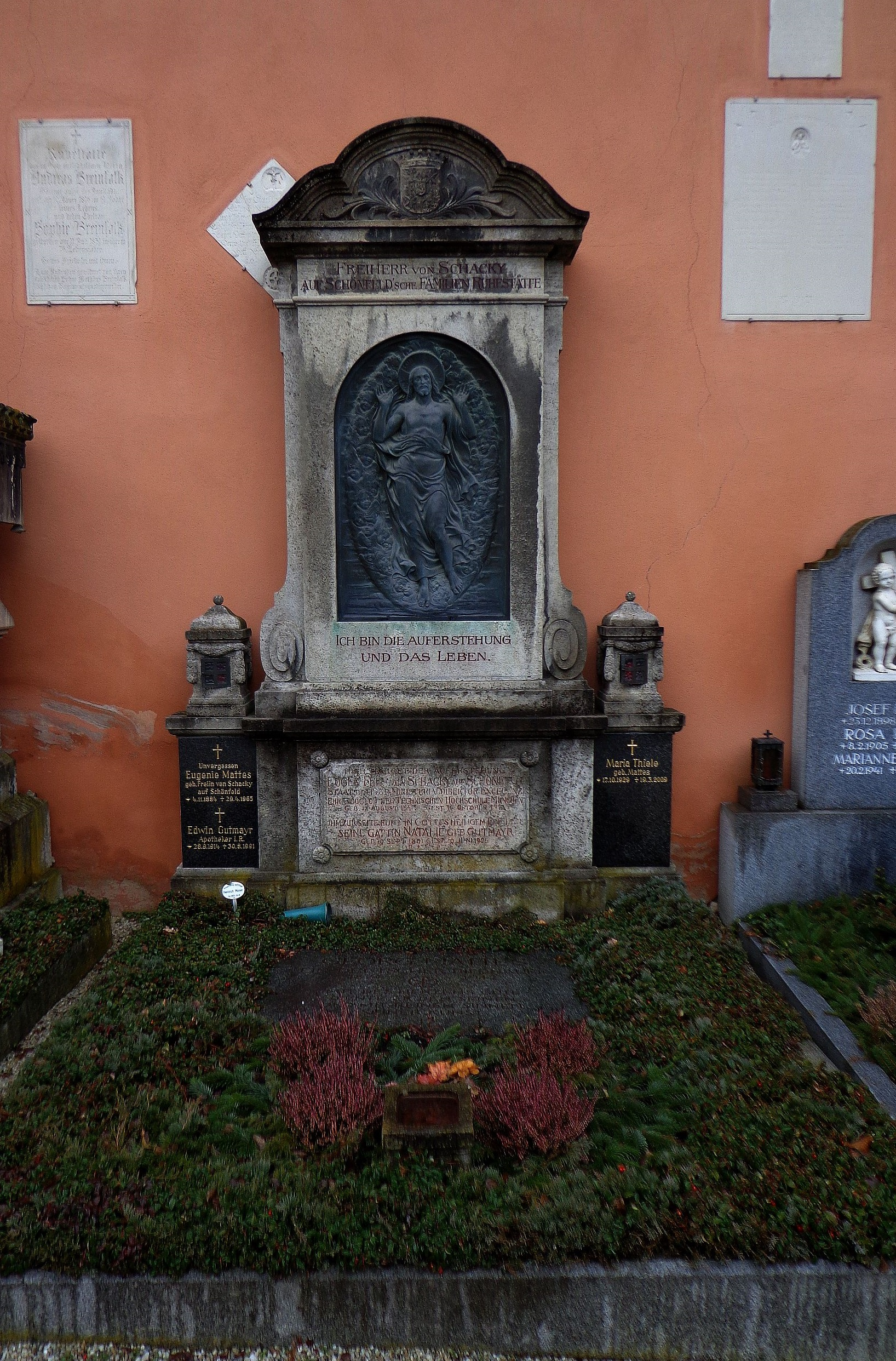
Grab von Georg Mattes auf dem Friedhof der Kirche St. Severin in Passau

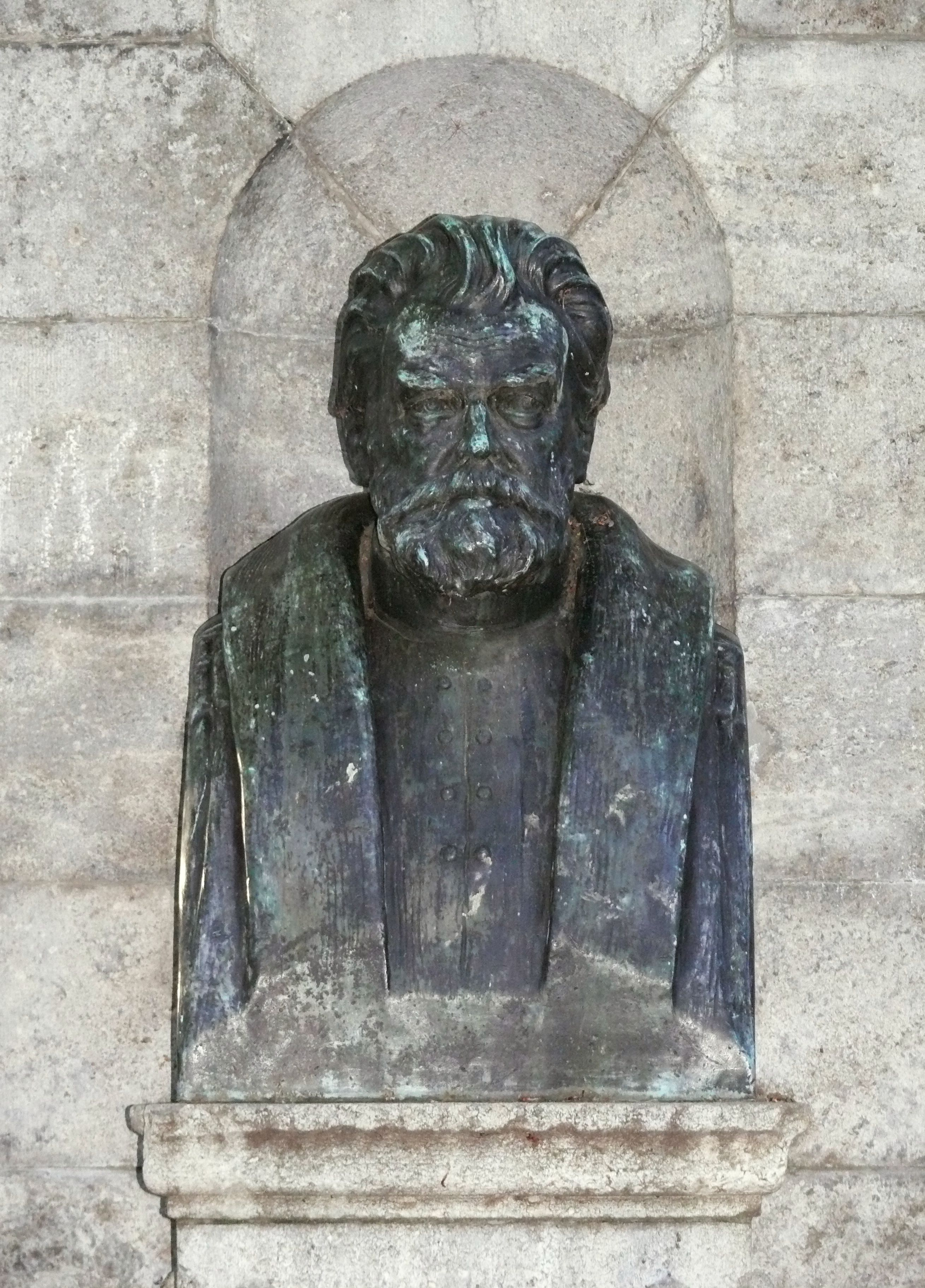
Büste am Denkmalbrunnen für den Mediziner Friedrich Bezold in München

Georg Mattes (* 29. Oktober 1874 in Nürnberg; † 4. September 1942 in München) war ein deutscher Bildhauer.
Der 1874 in Nürnberg geborene Bildhauer Georg Mattes hat in vielen Münchner Kirchen seine Spuren hinterlassen, unter anderem in der Heilig-Geist-Kirche am Viktualienmarkt, der evangelischen Himmelfahrtskirche in Pasing (Taufbecken, Apostel Petrus und Paulus) sowie an der Ludwigskirche in Schwabing. In Schulen, Krankenhäusern, Museen und nicht zuletzt auf dem Obermenzinger Friedhof finden sich weitere Werke von ihm.
Mattes war Professor für Bildhauerei an der Münchner Kunstakademie.
Das Grab von Georg Mattes befindet sich auf dem Friedhof der Kirche St. Severin in Passau-Innstadt.

## Weitere Werke
- 1899: Der Ballspieler (Bronze, 54 × 104 × 41,5 cm) – Kunsthalle Bremen
- 1914: Büste am Denkmalbrunnen für Friedrich Bezold (Bronze, Brunnenarchitektur von Karl Hoepf) – Nußbaumpark, München
- 1925: Madonna mit Kind und Weltkugel sowie weiterer Fassadenschmuck – Friedrich-Ebert-Straße 5, Schwandorf